# Německý tanec
Německý tanec je buď obecně libovolný tanec pocházející z německého kulturního okruhu (německy deutscher Tanz), anebo konkrétní hudební forma a zaniklý tanec známý v raném novověku především v Rakousku a jižním Německu (německy Deutscher Tanz nebo Deutscher).
„Deutscher“ je příbuzný allemandě (francouzsky allemand = „německý“). Šlo o tanec volného tempa a lidového charakteru, oblíbený v 16. až 18. století a podobný lendleru a valčíku. V 17. století byl i tancem dvorním, používaným jako první věta suity. Pocházel z oblastí Rakouska a poté se rozšířil do německých zemí, Švýcarska a německojazyčných částí českých zemí.
„Deutscher“ se skládal z pomalé části ve 4/4 taktu vystřídané rychlejší částí v třídobém taktu. Páry měly při tanci blízký fyzický kontakt podobně jako u pozdějšího valčíku, a proto byl německý tanec někdy odsuzován jako nemravný. Byl příkladem mísení dvorského, společenského, a lidového tance.
Mozart napsal deset sérií německých tanců (Tři německé tance, KV 605). Mozart tuto formu použil také v opeře Don Giovanni (taneční scéna postav Leporella a Masetta).